# Giá trị dấu hiệu
Trong các ngành Xã hội học và Kinh tế học, Giá trị dấu hiệu (Sign value) hạn biểu thị và mô tả các giá trị của một vật xuất phát từ vì uy tín (prestige) mà nó đem lại cho chủ sở hữu, tách bạch hẳn với giá trị sử dụng của vật. Ví dụ, người mua của một chiếc xe Rolls-Royce có được giá trị sử dụng của chiếc xe (phương tiện giao thông), vừa có được giá trị dấu hiệu của chiếc xe (hình ảnh về sự thành đạt của người chủ được củng cố.)
Nhà xã hội học người Pháp Jean Baudrillard đề nghị nên xem xét học thuyết giá trị dấu hiệu như là một bộ phận của học thuyết về Giá trị sử dụng và Giá trị trao đổi trong Chủ nghĩa Marx.

## Giải thích của chủ nghĩa Marx
Giá trị dấu hiệu đối với học thuyết về Giá trị và Giá trị sử dụng thì nó cũng chỉ thuộc phạm trù Giá trị sử dụng. Giá trị sử dụng của một vật bị quyết bởi tính chất bên trong của vật ấy, giả định như kim cương có giá trị sử dụng là vì tính chất vật lý hóa học... bên trong và bên ngoài nó, là sự ảnh hưởng của nó và những vật chất xung quanh nó quyết định, nếu trên đời này có thể tìm thấy một vật chất có tính chất tương tự với sự mô phỏng y hệt như vậy thì nó sẽ có giá trị sử dụng như kim cương.
Có một số hàng hóa lại không mang tính chất vật lý hoặc hóa học cụ thể mà lại vô hình ví dụ dịch vụ vận chuyển, dịch vụ giáo dục... nhưng tính chất của vấn đề cũng không thay đổi, cái quan trọng của hàng hóa khi nói đến giá trị sử dụng là ở chỗ tính chất có ích của hàng hóa đó là do lao động có ích mà tạo thành.
Giá trị dấu hiệu trong trường hợp này cũng vậy, đó là một giá trị sử dụng vô hình nhưng chung quy cái tạo nên giá trị sử dụng ấy cũng là từ những lao động có ích mà tạo thành, với mục tiêu đáp ứng một nhu cầu cần thiết nào đó của con người mà trong trường hợp người mua của một chiếc xe Rolls-Royce này là khả năng cũng cố về mặt hình ảnh sự thành đạt của người chủ món hàng, hoặc một ví dụ khác là người giàu mua những sản phẩm nghệ thuật với giá rất đắt mặc dù không thấu hiểu được ý nghĩa của việc đó, cái họ mong muốn là cái hình ảnh của họ trước công chúng là một người hiểu biết và thành đạt, nhiều tiền...
Tương tự những phân tích như vậy sẽ dẫn chúng ta đến giá trị thương hiệu, trong khi đó thương hiệu cũng là một thứ mà do hoạt động lao động có ích của nhân viên bộ phận tiếp thị Marketing, quảng cáo hoặc chính sách đúng đắn của nhà sản xuất khi chế tạo ra món hàng...
Cái sai lầm khi muốn xem xét lại học thuyết về Giá trị và Giá trị sử dụng vì những khái niệm mới xuất hiện như Marketing, giá trị thương hiệu, giá trị dấu hiệu,... đó là tại vì người nghiên cứu vẫn chưa hiểu rõ nội dung mà Marx đã truyền tải trong học thuyết Giá trị và Giá trị sử dụng, chính xác là ngay ở chỗ cho rằng một vật hàng hóa có nhiều giá trị sử dụng, đó là một cách hiểu sai hoàn toàn ý của Marx vì ông đã ghi rõ trong chương một của Tư bản luận rằng mỗi hàng hóa chỉ có một giá trị sử dụng mà thôi và có thể gọi một hàng hóa là một giá trị sử dụng, chú ý rằng một giá trị sử dụng nhưng không phải chỉ có một cách thức sử dụng hay tiêu dùng, một con dao là một giá trị sử dụng nhưng có nhiều cách để con người sử dụng cái một giá trị sử dụng ấy: chặt cây, cắt thịt, tự vệ... những chức năng ấy chỉ hiển thị ra khi người sử dụng dùng cái đồ vật ấy (trong quá trình tiêu dùng) chứ còn lúc mua bán trao đổi (quá trình trao đổi) thì chưa sử dụng nên chức năng cố định lúc này vẫn là điều bỏ ngỏ.

## Trong văn hóa
Trong trò chơi điện tử The Sims, đồ nội thất và phòng đồ nội thất (được gọi là "giá trị nâng cao" trong game) là một hình thức của giá trị dấu hiệu.